# Nazionale maschile di football americano del Kuwait
La nazionale di football americano del Kuwait è la selezione maggiore maschile di football americano , che rappresenta il Kuwait nelle varie competizioni ufficiali o amichevoli riservate a squadre nazionali.

## Risultati
Legenda: Grassetto: Risultato migliore, Corsivo: Mancate partecipazioni

## Dettaglio stagioni

### Amichevoli
| Stagione | Vin | Par | Per | Tot | PF | PS | avversaria                    |
| -------- | --- | --- | --- | --- | -- | -- | ----------------------------- |
| 2013     | 1   | 0   | 0   | 1   | 21 | 17 | Template:Football Jeddah Jaws |
| 2014     | 0   | 1   | 0   | 1   | 0  | 0  | Neuchâtel Knights             |
| 2015     | 0   | 0   | 1   | 1   | 12 | 61 | Belgio                        |
| Totale   | 1   | 1   | 1   | 3   | 33 | 78 |                               |

Fonte: americanfootballitalia.com

### Tornei

#### Campionato mondiale

##### Qualificazioni
| Stagione | regular season | regular season | regular season | regular season | regular season | regular season | playoff | playoff | playoff | playoff | playoff | playoff   | playoff       |
|          | Vin            | Par            | Per            | Tot            | PF             | PS             | Vin     | Per     | Tot     | PF      | PS      | risultato | avversaria    |
| -------- | -------------- | -------------- | -------------- | -------------- | -------------- | -------------- | ------- | ------- | ------- | ------- | ------- | --------- | ------------- |
| 2014     |                |                |                |                |                |                | 0       | 1       | 1       | 7       | 69      |           | Corea del Sud |
| Totale   |                |                |                |                |                |                | 0       | 1       | 1       | 7       | 69      |           |               |

Fonte: americanfootballitalia.com

### Riepilogo partite disputate
| Anno           | Luogo             | Evento     | Fase del torneo | Incontro                   | Risultato |
| 2013           |                   | Amichevole |                 | Kuwait - Jeddah Jaws       | 21 - 17   |
| 2014           | Madinat al-Kuwait | Amichevole |                 | Kuwait - Neuchâtel Knights | 0 - 0     |
| 12 aprile 2014 | Seul              | Mondiale   | Qualificazioni  | Corea del Sud - Kuwait     | 69 - 7    |
| 2015           | Madinat al-Kuwait | Amichevole |                 | Kuwait - Belgio            | 12 - 61   |

## Confronti con le altre Nazionali
Questi sono i saldi del Kuwait nei confronti delle Nazionali incontrate.

### Saldo negativo
| Nazionale     | Giocate | Vinte | Pareggiate | Perse | PF | PS | Ultima vittoria | Ultimo pari | Ultima sconfitta |
| ------------- | ------- | ----- | ---------- | ----- | -- | -- | --------------- | ----------- | ---------------- |
| Belgio        | 1       | 0     | 0          | 1     | 12 | 61 | -               | -           | 2015             |
| Corea del Sud | 1       | 0     | 0          | 1     | 7  | 69 | -               | -           | 2014             |